# Trajectoires et Origines
Pour les articles homonymes, voir Trajectoires (homonymie).
Les enquêtes Trajectoires et origines (TeO) ont été réalisées par  l'Institut national d'études démographiques et l'Institut national de la statistique et des études économiques. Elles visent à étudier la diversité des populations en France. La première (TeO1) réalisée en 2008-2009,  a été coordonnée par Cris Beauchemin, Christelle Hamel et Patrick Simon. La seconde (TeO2, 2019-2020) a été coordonnée par Cris Beauchemin, Mathieu Ichou et Patrick Simon.

## Résultats
L’enquête TeO1 a fait l’objet de très nombreuses publications scientifiques sur divers sujets touchant à la population des immigrés et de leurs descendants en France. Les analyses de TeO1 tendent à montrer qu'en France, il existe des discriminations liées aux origines qui ne peuvent être réduites à des facteurs socio-économiques,. 
Les premiers résultats de TeO2 ont été publiés en juillet 2022. Selon l'Insee « la diversité des origines et la mixité des unions progressent au fil des générations » et, en 2019-2020, près d'un tiers de la population de moins de 60 ans en France métropolitaine a des origines immigrées sur trois générations,.
Origine géographique des personnes ayant une ascendance migratoire sur 3 générations par classe d'âge en France métropolitaine (2019-2020)
| Classe d’âge, en années | %Total | % Europe | % Hors Europe | dont % Maghreb | dont % autre Afrique |
| ----------------------- | ------ | -------- | ------------- | -------------- | -------------------- |
| 0-4 ans                 | 39,5   | 10,0     | 29,5          | 16,5           | 7,2                  |
| 0-17 ans                | 34,4   | 10,5     | 23,9          | 13,3           | 5,6                  |
| 0-59 ans                | 32,6   | 14,5     | 18,1          | 9,9            | 3,9                  |
| 25-29 ans               | 34,6   | 15,7     | 18,9          | 9,4            | 5,0                  |
| 55-59 ans               | 30,2   | 20,1     | 10,1          | 5,6            | 1,7                  |
| 18-59 ans               | 31,7   | 16,2     | 15,5          | 8,4            | 3,3                  |

- Note : les proportions d’immigrés (G1) et de descendants de 2e génération (G2) sont calculées à partir de l’enquête Emploi. Pour les descendants de 3e génération (G3), l’enquête Emploi est utilisée de 0 à 17 ans et l’enquête Trajectoires et Origines 2 de 18 à 59 ans. Au-delà de 59 ans, la proportion de G3 n’est plus mesurable. Ces personnes sont alors rattachées à la population sans ascendance migratoire directe, c’est-à-dire ni immigrée, ni descendante d'immigrés de 2e génération (ni G1, ni G2). L’origine d’un individu G2 est déterminée par celle du parent G1 s’il n’y en a qu’un, ou si les deux parents sont G1, l’origine du père est retenue. L’origine d’un individu G3 est déterminée par celle du parent G2 s’il n’y en a qu’un, ou si les deux parents sont G2, l’origine du père est retenue.
- Champ : France métropolitaine, personnes vivant en logement ordinaire.
- Lecture : en 2019-2020, 39,5 % des enfants de 4 ans ou moins sont soit immigrés soit descendants d'immigrés de 2e ou 3e génération, dont 10,0 % d'un pays d'Europe et 29,5 % d'un pays situé hors d'Europe (16,5 % d'un pays du Maghreb).
- Sources : Insee, enquête Emploi 2019-2020 ; Ined-Insee, Trajectoires et Origines 2 (2019-2020) Onglet 2a (G1), 2b1 (G2) et 2c (G3) du fichier Excel.

L'Insee note également qu'« en dix ans, le sentiment de discrimination augmente, porté par les femmes et le motif sexiste »,.

## Méthodologie
Les enquêtes TeO1 et TeO2 portent sur des échantillons représentatifs de la population vivant en France métropolitaine et permettant des analyses détaillées selon l’origine des personnes. TeO1 a été réalisée auprès de 22 000 individus, et TeO2 auprès de 27 000 individus. Les questionnaires sont librement accessibles en ligne,.

## Polémique et critiques
L'enquête TeO1 a déclenché une vive polémique et s’est vue accusée de conforter une vision « ethno-racialisée » de la société. SOS Racisme a lancé une pétition, « Fiche pas mon pote », signée par quelques chercheurs de l'INED, ainsi que par François Hollande, pour demander son retrait. Un autre point de la controverse porte sur la place donnée au ressenti des discriminations dans le questionnaire. La préface de l’ouvrage de référence rappelle l’historique de cette polémique.
La démographe Michèle Tribalat repère dans TeO de nombreux biais : d'une part dans la méthodologie du questionnaire (notamment la partie portant sur le racisme et les discriminations) ; d'autre part dans l'exploitation des données effectuée par les enquêteurs. Elle estime que « La qualité scientifique de ce livre laisse donc à désirer sur de nombreux points, tant par les défauts de présentation des informations statistiques, leur traitement, que par les analyses souvent biaisées qui en sont faites. (...) Cette publication de l’Ined est représentative d’une dérive de sciences sociales trop souvent au service de partis pris. » Jean-Luc Richard note quant à lui que « les résultats de plusieurs volets de l'enquête sont unanimement considères comme intéressants et novateurs, même par des chercheurs s'étant opposes a plusieurs choix méthodologiques des concepteurs de cette recherche ». Il conclut : « Assurément, [cet ouvrage] laissera une trace dans l'histoire des réalisations et exploitations d'enquêtes quantitatives en France parce que, davantage que les enquêtes précédentes sur ces thèmes, l'enquête TeO a été préparée dans une grande transparence et dans un contexte de débat public préalable ».